# Bellerus laonome
Bellerus laonome är en stekelart som först beskrevs av Walker 1839.  Bellerus laonome ingår i släktet Bellerus och familjen finglanssteklar. Inga underarter finns listade.